# کولومنا
شهر کولومنا (به روسی: Коломна) در کشور روسیه و در اوبلاست مسکو واقع شده‌است.

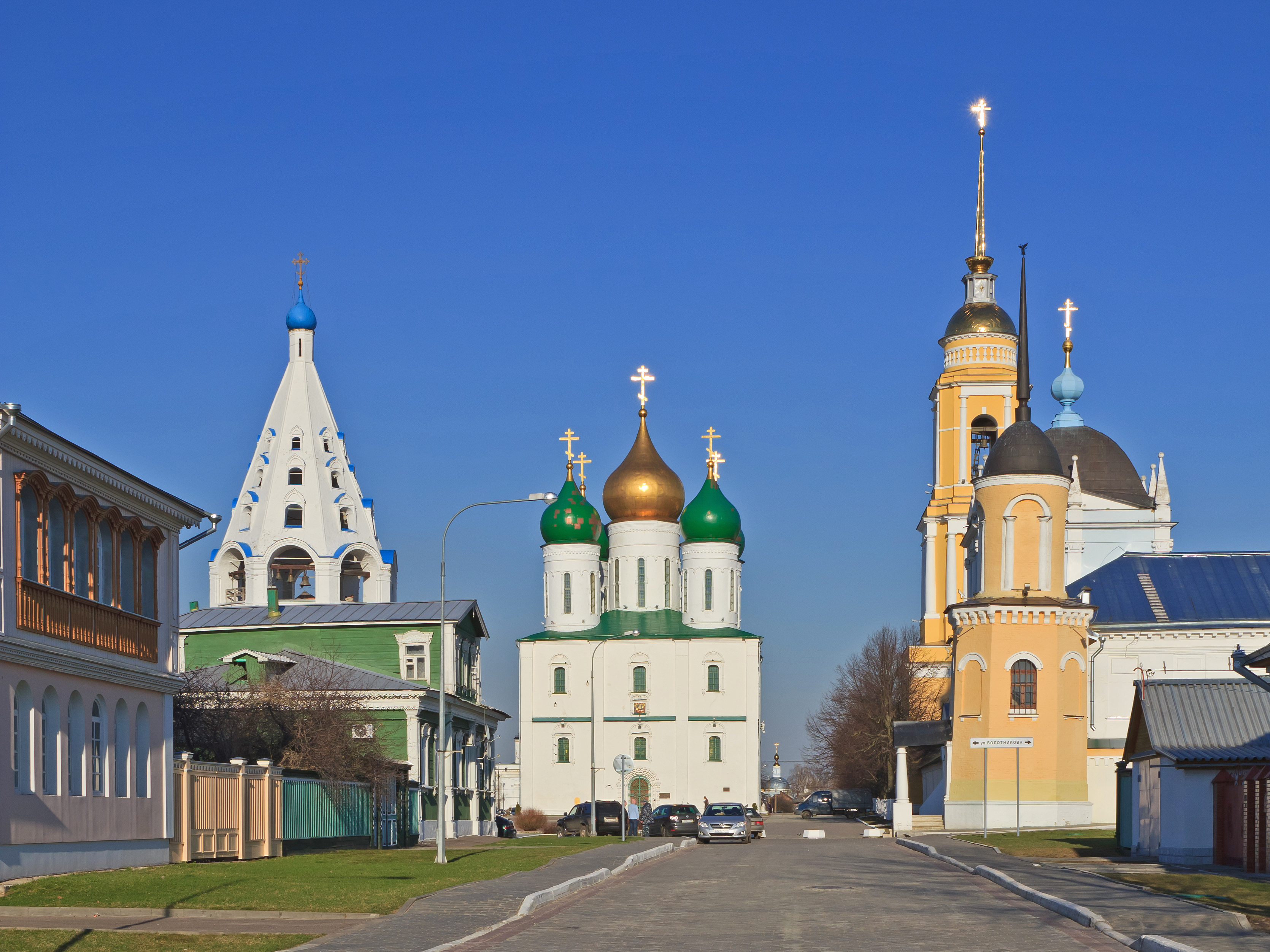